# Watkins Books

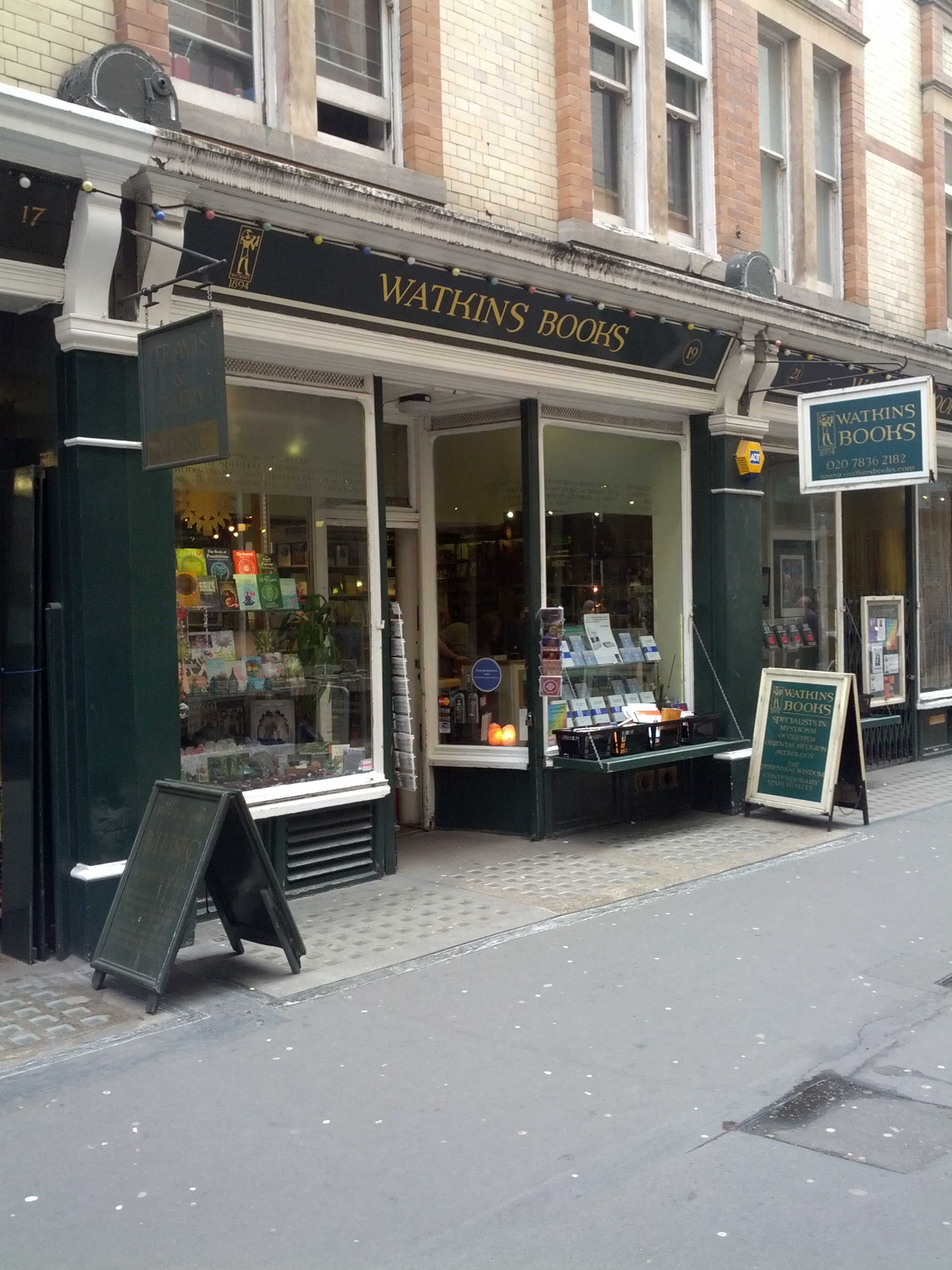
Watkins Books на Cecil Court

Watkins Books — старейший эзотерический книжный магазин Лондона, специализирующийся на эзотерике, мистике, оккультизме, восточных религиях и современной духовности. Книжный магазин был создан Джоном М. Уоткинсом, другом мадам Блаватской, на Чаринг-Кросс 26 в 1897 году. До этого Джон Уоткинс уже продавал книги через каталог, который он начал публиковать с марта 1893 года.
Джеффри Уоткинс (1896—1981) владел и управлял магазином после своего отца. Он был также автором и издателем, в том числе достаточно значительных книг, включая изданную в 1925 году первую публикацию Карла Густава Юнга Семь проповедей мёртвым («Septem Sermones Ad Mortuos»).
В 1901 году Watkins Books переехал на Cecil Court 21, где он и находится по сей день. Издательство публикует журнал под названием Watkins' Mind Body Spirit, в котором печатаются самые известные авторы в этой области. С марта 2010 года Watkins Books принадлежит Этану Ильфельду (англ. Etan Ilfeld).

## Список 100 самых влиятельных духовных лидеров современности за 2012 год
В февральском номере журнала Watkins' Mind Body Spirit за 2012 год (№ 29) был опубликован список из 100 самых влиятельных ныне живущих духовных лидеров.
Тремя основными факторами, которые использовались для составления списка, были:
1. кандидат должен быть из числа ныне здравствующих современников;
2. кандидат должен внести уникальный и значимый вклад в духовное развитие человечества в глобальном масштабе;
3. имя кандидата должно показывать самую высокую частоту запросов в поисковых системах, отображаться в базе данных Nielsen и его деятельность должна активно обсуждаться в интернете.

Список включает следующих людей:

| 1. Далай-лама 2. Экхарт Толле 3. Тик Нат Хан 4. Дипак Чопра 5. Пауло Коэльо 6. Элизабет Гилберт 7. Iyanla Vanzant 8. Кен Уилбер 9. Джеймс Редфилд 10. Ронда Берн 11. Элис Уокер 12. Нельсон Мандела 13. Уэйн Дайер 14. Дорин Верче 15. Мичио Каку 16. Опра Уинфри 17. Алехандро Ходоровский 18. Мантэк Чиа 19. Десмонд Туту 20. Алекс Грей 21. Питер Рассел 22. Байрон Кейти 23. Рам Дасс 24. Эстер Хикс 25. Берни Сигел | 1. Ричард Бах 2. Брайан Вейсс 3. Эндрю Коэн 4. Шри Шри Рави Шанкар 5. Робин Шарма 6. Стив Тейлор 7. Цев бен Шимон Галеви 8. Андрей Харви 9. Марианна Уильямсон 10. Лиза Уильямс 11. Фрэнсис Чан 12. Дон Мигель Руис 13. Масару Эмото 14. Грегг Брейден 15. Эндрю Уэйл 16. Эрих фон Деникен 17. Адьяшанти 18. Кришна Дас 19. Соня Чокет 20. Йозеф Ратцингер (Бенедикт XVI) 21. Луиза Хей 22. Амма 23. Владимир Мегре 24. Эрвин Ласло 25. Элейн Пейджелс | 1. Джефф Фостер 2. Сейид Хоссейн Наср 3. Нил Дональд Уолш 4. Друнвало Мельхиседек 5. Пема Чодрон 6. Диана Купер 7. Брюс Липтон 8. Дэн Миллмэн 9. Карен Армстронг 10. Грэм Хэнкок 11. Дэвид Хокинс 12. Джек Кэнфилд 13. Кларисса Эстес Пинкола 14. Согьял Ринпоче 15. Свами Рамдев 16. Филипп Берг 17. Кэролайн Мисс 18. Майкл Ньютон 19. Дайсаку Икеда 20. Вадим Зеланд 21. Джон Брэдшоу 22. Ричард Бэндлер 23. Джин Хьюстон 24. Starhawk (Викка) 25. Daniel J. Siegel | 1. Джеймс Лавлок 2. Джуди Зал 3. Гэри Снайдер 4. Патрик Холфорда 5. Оберто Айрауди 6. Др. Azmayesh 7. Мать Миира 8. Раввин Майкл Лернер 9. Линн Мак-Таггарт 10. Майкл Беквит 11. Сатья Нараяна Гоенка 12. Сатиш Кумар 13. Парамахамса Нитьянанда 14. Роуэн Уильямс 15. Прем Рават 16. Муджи 17. Станислав Гроф 18. Грант Моррисон 19. Джон Кабат-Зинн 20. Долорес Кэннон 21. Гангаджи 22. Шакти Гавейн 23. Клаудио Наранхо 24. Mastin Kipp 25. Марион Вудман |